# Kanton Rennes-2
 Rennes-2  is een kanton van het Franse departement Ille-et-Vilaine. Het kanton maakt deel uit van het arrondissement Rennes .

In 2020 telde het 42.770 inwoners.

Het kanton werd gevormd ingevolge het decreet van 18 februari 2014 met uitwerking op 22 maart 2015, met Rennes als hoofdplaats.

## Gemeenten
Het kanton omvat enkel een oostelijk deel van de gemeenten Rennes